# 南京大学城市规划与设计系
南京大学城市与区域规划系，后改为城市規劃與設計學系，和建筑学系组建南京大學建築與城市規劃學院。南京大学是全国最早从事城市规划研究与教学的综合性大学，城市与区域规划学科可以追溯到早期的建设地理学、经济地理与城乡区域规划专业。

## 现况概览

### 学科专业
- 本科专业：城市规划与设计（工科五年制）
- 硕士专业：城市规划与设计，人文地理学，区域经济学
- 博士：人文地理学研究，城市与区域规划研究

### 机构
- 南京大学城市规划与区域开发模拟实验室
- 南京大学区域发展研究所
- 南京大学非洲研究所（全国性学术团体“中国非洲问题研究会”设于此处）
- 南京大学城市规划设计研究院

办学实践上，城市与区域规划教育依托南京大学城市规划设计研究院作为人才培养的主要实践基地和江苏省城乡规划设计研究院作为联合办学基地。
另外，设有“中法城市科学研究中心”，由巴黎第十二大学和南京大学合作在2004年创办；南京大学是中国建设规划学的先驱，巴黎十二大则以巴黎城市规划学院著称。

## 历史概要
- 南京大学城市与区域规划系前身为经济地理与城乡区域规划专业，而城市规划与区域规划学可以追溯到建设地理学。国立中央大学时期，地理学系教授任美锷关注经济建设，认为区域设计计划属于经济地理学的应用，他首先提出“建设地理学”这一新学科领域，1946年出版《建设地理新论》。
- 1954年，南京大学地理学系设立中国最早的经济地理学专业。
- 1975年，南京大学地理学系率先在经济地理学专业的基础上正式开设城乡规划专业，由宋家泰主持。
- 1997年，全国城市规划专业实行理工并轨，统一设立工科城市规划专业，南京大学是第一所综合性大学同时设立工科城市规划本科和硕士点的单位，当时设在城市与资源学系（地理学系1987年易名大地海洋科学系；1995年易名为城市与资源学系），隶属南京大学地学院。
- 2006年，设立南京大学城市与区域规划系，隶属地理与海洋科学学院。
- 2010年，南京大學建築與規劃學院成立，設建築學系、城市規劃與設計學系。

## 相关
- 南京大学地理学系
- 南京大学地学院
- 南京大学建筑学院

## 链接
- 南京大学城市与区域规划系 （页面存档备份，存于）